# Vakuola
Vakuole so celični organeli, obdani s celično membrano, ki se pojavljajo v nekaterih evkariontskih celicah. Sestava celičnega soka je odvisna od razvojnega stadija in funkcije celice. Vakuole imajo različne sekretorne, ekskretorne in shranjevalne funkcije. Vakuole in njihova vsebina se obravnavajo ločeno od citoplazme in jih nekateri avtorji uvrščajo med egastične snovi. Vakuole so posebno izrazite v večini rastlinskih celic, kjer jim pravimo tudi osrednje vakuole, ker lahko zasedajo veliko večino deleža protoplasta. V živalskih celicah so vakuole majhne in imajo običajno presnovno vlogo (zato jih imenujemo tudi prebavne vakuole).
Splošne funkcije vakuol so med drugim:
- odstranjevanje odvečnega strukturnega drobirja
- osamitev snovi, ki bi lahko škodovale celici
- skladiščenje odpadnih produktov
- ohranjanje notranjega celičnega hidrostatskega tlaka ali turgorja
- ohranjanje kislega notranjega pH
- skladiščenje drobnih molekul
- izločanje odvečnih snovi iz celice
- omogočajo prilagajanje oblike celice

Vakuole so pomembno udeležene tudi v avtofagiji, s čimer se ohranja ravnotežje med izgradnjo in razgradnjo (oz. premeno) številnih snovi in celičnih struktur. Pomagajo tudi pri uničevanju invazivnih bakterij in napačno zvitih proteinov, ki so se začeli kopičiti v celici. S starostjo se vakuola veča.